# Hostinné
Hostinné (en alemán Arnau) es una ciudad de la República Checa en la región de Hradec Králové, distrito de Trutnov y comuna de Vrchlabí. Se encuentra en las estribaciones de las montañas de los Gigantes en los Sudetes occidentales y en la confluencia del río Elba y la red fluvial.

## Historia
El príncipe Soběslav I de Bohemia construyó un castillo junto a la ubicación de la ciudad en el que murió en 1140. La fundación propiamente dicha correspondió a Otakar II de Bohemia en 1270, lo que la convierte en la ciudad más antigua de la región. Se desarrolló a partir de un acuerdo con el castillo de Arnau. En 1423 la ciudad sufrió el asedio de Jan Žižka pero no consiguió apoderarse de ella. En el siglo XV estas posesiones se dividieron y gran parte estuvo en posesión de los Señores de Redern.
El mayor desastre que sufrió la ciudad se produjo en 1610 cuando un incendio destruyó las principales edificaciones públicas y muchas privadas, como consecuencia Jan Christoph von Wallenstein que era el noble de la ciudad comenzó con la restauración de la misma para lo que contrató al arquitecto italiano Carlo Valmadiho.
Tras la confiscación de los bienes de los protestantes en la Guerra de los Treinta Años, Albrecht von Wallenstein se convirtió en el señor de la ciudad que entró a formar parte del Ducado de Friedland durante más de siete años, pero tras el asesinato de la familia de Wallenstein en 1624 la cámara real fue comprada por William Lamboy que fundó una residencia para jesuitas. Posteriormente su hijo Lambert puso las bases para la construcción del monasterio franciscano. En 1835 se convirtió en una industria papelera y entró a formar parte de los procesos de desarrollo industrial de la zona.

## Personalidades destacadas
- Karel Klíč (1841-1926), pintor y fotógrafo.
- František Krejčí (1858-1934), filósofo y psicólogo.
- Emil Votoček (1872-1950), químico y músico.
- Victor Lustig (1890-1947), estafador-